# Cleves
Cleves – wieś w USA, w stanie Ohio, w hrabstwie Hamilton.
Liczba mieszkańców w 2000 roku wynosiła 2 790.
Zobacz też:
- Clèves